# Fundido (audio)

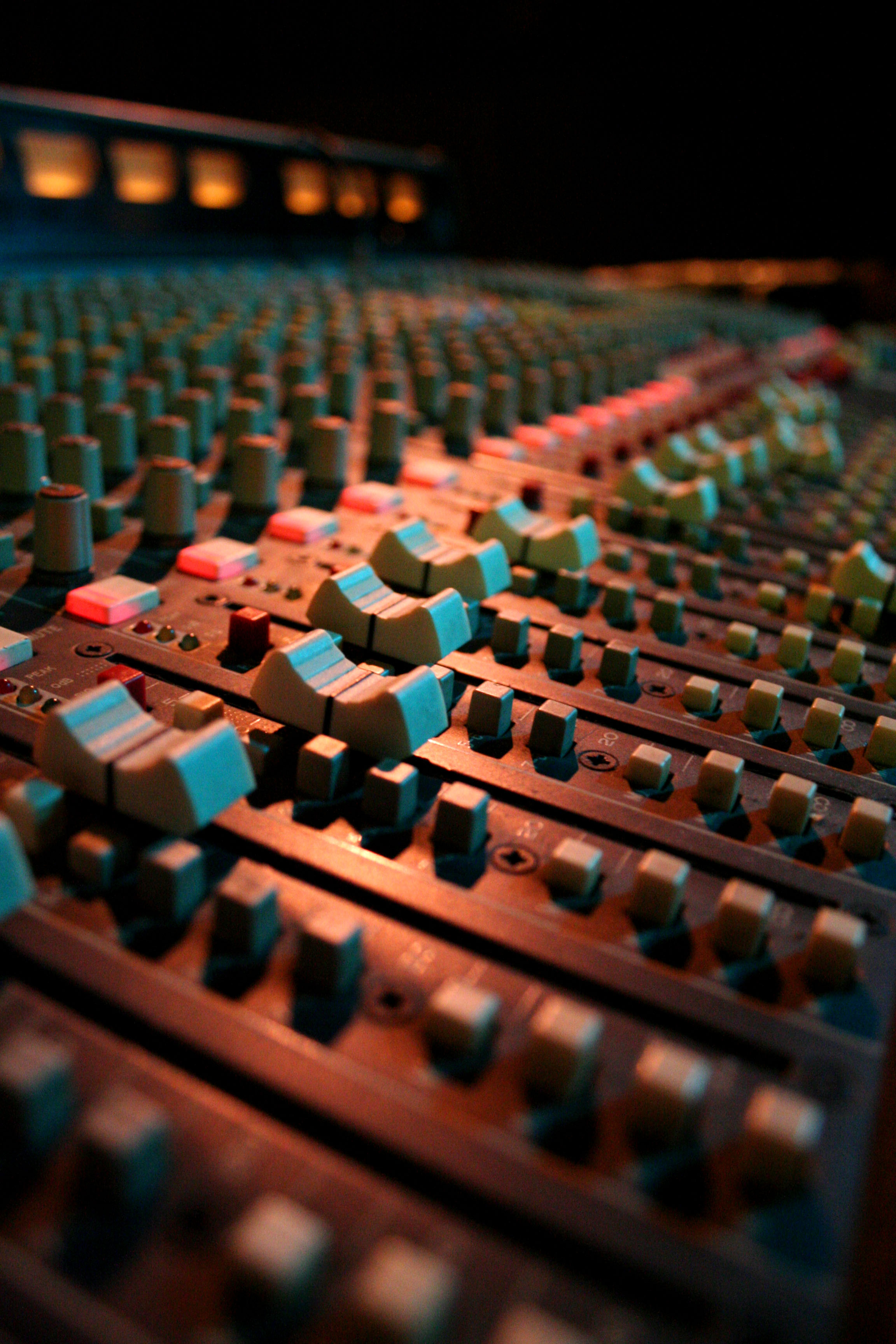
Varios faders en una mesa de mezclas de audio de un pub de Londres.

En ingeniería de audio, un fundido, más conocido por su nombre en inglés, fade (/feɪd/; 'fundido, debilitamiento') es un aumento o disminución gradual del nivel de una señal de audio. El término también puede ser utilizado en cinematografía (véase Fundido audiovisual) e iluminación de teatro con el mismo sentido.
Un fade común es al final de las canciones grabadas, lo que significa que su volumen se reduce gradualmente hasta un silencio total (lo que se conoce como fade-out), o también en el principio de la canción, cuando gradualmente se intensifica el volumen (fade-in). El fading-out puede servir como una solución para aquellas piezas musicales que no tienen un final obvio. Los fundidos son muy valiosos ya que le permiten al ingeniero asegurarse de manera rápida y fácil de que el principio y el final de cualquier audio sea suave, sutil y sin fallas perceptibles para el oído de la audiencia. Los fade-ins y fade-outs también se pueden usar para cambiar las características de un sonido, por ejemplo, un fundido de entrada se usa para suavizar los golpes consonánticos oclusivos (por ejemplo, b, d o p). También se puede usar para suavizar los golpes de un tambor u otro instrumento de percusión. 
Un fundido cruzado (cross-fades) se puede manipular a través de sus tasas y coeficientes para crear diferentes estilos de desvanecimiento. Casi cada desvanecimiento es diferente; Esto significa que los parámetros de desvanecimiento deben ajustarse de acuerdo con las necesidades individuales de cada mezcla.
Los DJs y turntablistas profesionales del hip hop usan los faders (los deslizadores en un aparato llamado mezclador de sonido), especialmente el crossfader horizontal, de una manera rápida mientras manipulan simultáneamente dos o más discos (u otras fuentes de sonido) para crear scratchings y ritmos varios. Los mezcladores de sonidos (DJ mixers) también son usados por los DJs de música house y techno, que aplican una técnica fundamental conocida como beatmatching, la cual consiste en acompasar los ritmos (BPMs) de dos canciones sucesivas, de manera que la transición entre una y otra sea suave y armoniosa.
Aunque es un evento relativamente raro, una misma canción pueden tener un fade-out (fundido a silencio) y acto seguido un fade-in (volver a sonar). Ejemplos de ello son: Helter Skelter y Strawberry Fields Forever de The Beatles, Suspicious Minds de Elvis Presley, Shine On Brightly por Procol Harum, That Joke Isn't Funny Anymore de The Smiths, Thank You de Led Zeppelin o The Great Annihilator de Swans.

## Historia

### Origen
El ejemplo más antiguo de fade-out se puede escuchar al final de la Sinfonía nº 45 de Joseph Haydn, apodada la «Sinfonía de despedida» precisamente por este fade final. La sinfonía, escrita en 1772, usó este recurso como una forma de pedir cortésmente al príncipe patrón de Haydn, Nikolaus Esterházy, a quien estaba dedicada la sinfonía, que permitiera a los músicos regresar a casa después de una estadía más larga de lo esperado. Esto fue expresado por los intérpretes que apagaban sus velas de pie y abandonaban el escenario uno por uno durante el último movimiento de adagio de la sinfonía, dejando solo dos violines silenciados tocando. Esterhazy pareció entender el mensaje, pues permitió que los músicos regresasen a su hogar.
La canción Neptuno el Místico de la suite orquestal Los Planetas, compuesta por Gustav Holst entre 1914 y 1916, es otro antecedente de un fundido final. Holst estipuló que los coros de mujeres deben «colocarse en una habitación contigua, cuya puerta debe dejarse abierta hasta el última compás de la pieza, cuando debe cerrarse lenta y silenciosamente», y que el compás final (solo para coro) «se debe repetir hasta que el sonido se pierda en la distancia».  Aunque es común hoy en día, el efecto hechizó a las audiencias de la era previa al sonido grabado generalizado: tras la revisión inicial de 1918, la hija de Holst, Imogen Holst comentó que el final fue «inolvidable, con su coro oculto de voces de mujeres cada vez más tenues... hasta que la imaginación no supo diferencia entre sonido y silencio».
La técnica de finalizar una grabación hablada o musical desvaneciendo el sonido se remonta a los primeros días de la grabación. En la era de la grabación mecánica (pre-eléctrica), esto sólo se podía lograr alejando la fuente de sonido de la bocina de grabación o reduciendo gradualmente el volumen del artista que cantaba, tocaba o hablaba. Con el advenimiento de la grabación eléctrica, se pudieron lograr fácilmente efectos de fundidos suaves y controlables simplemente reduciendo el volumen de entrada de los micrófonos usando el fader de la mesa de mezclas. El primer estudio experimental sobre el efecto de un fundido mostró que una versión de una pieza musical con fade-out en comparación con la misma pieza con un corte en seco prolongó la percepción de la duración en 2,4 segundos. Esto fue denominado «fenómeno de continuidad del pulso» (Pulse Continuity Phenomenon).
Un disco 78 RPM de 1894 llamado The Spirit of '76' incluye cierta viñeta en la que aparece un grupo de música militar de estilo fife-and-drum cuya música se hace más fuerte a medida que «se acercan» al oyente, y más silencioso a medida que «se alejan». Hay ejemplos tempranos que parecen no tener una relación obvia con el movimiento. Uno es Barkin' Dog (1919) de la Ted Lewis Jazz Band. Otro contendiente es America (1918), una pieza patriótica del coro del evangelista Billy Sunday. A principios de la década de 1930, se pusieron canciones más largas en ambos lados de los discos, haciendo que la canción en la cara A hiciese un fade-out mientras que en la de la cara B hiciese un fade-in. Los discos en ese momento contenían solo de 2 a 5 minutos de música por lado. La transición permitió canciones más largas (como Miss Thing de Count Basie), sinfonías y grabaciones de conciertos en vivo.
Sin embargo, las canciones cortas continuaron utilizando el fade-out, por ejemplo, el tema de la película de Fred Astaire Flying Down to Rio (1933). Incluso usar el fade-out como una técnica transitiva no parecía cosa obvia, a pesar de que hoy en día es algo que damos por sentado. Cabe la posibilidad de que el uso cinematográfico del audio haya influido en este aspecto, ya que los fade-ins y fade-outs a menudo se usan como técnicas de cine para comenzar y terminar escenas. Cabe aclarar que el lenguaje cinematográfico se desarrolló al mismo tiempo que el lenguaje de sonido grabado. El término fade-out en sí mismo es de origen cinematográfico, apareciendo en forma impresa alrededor de 1918. Asimismo, en el jazz, que era un género popular en las primeras grabaciones de vinilos, también lo fue para las primeras películas. Lo mismo podría decirse de las producciones de radio. Dentro de un solo programa de radio se pueden aplicar muchos tipos diferentes de fundidos. Al mezclar el habla con la música, se diversifican las maneras en que se pueden jugar con los fundidos. He aquí tres ejemplos:
- Directo (straight): la introducción se ha convertido en un enlace musical entre el audio que sigue, además, las primeras notas de la introducción se pueden enfatizar para destacarla más.[4]
- Introducción cortada (cutting the introduction): dado que la primera palabra de la voz tiene que seguir inmediatamente después de la luz testigo, podría usarse para mover la grabación hacia adelante.
- Introducción bajo el habla (introduction under speech): la música se coloca en el momento especificado en la señal, el nivel debe ser bajo para que las voces sean audibles. Aquí el fundido generalmente ocurre justo antes de las palabras finales para que se dé la señal. En las producciones teatrales, la música de cierre se reproduce desde un tiempo predeterminado y se desvanece en las palabras de cierre para ajustarse exactamente con el tiempo restante del programa.

### Contemporáneo
Ninguna grabación moderna puede identificarse de manera confiable como «la primera» en usar la técnica. En 2003, en el sitio web (ahora desaparecido) Stupid Question, John Ruch enumeró las siguientes grabaciones como posibles contendientes:
 

La versión de Bill Haley de "Rocket 88" (1951) se desvanece para indicar que el auto titular se está yendo. Hay afirmaciones de que "Eight Days a Week" de The Beatles (grabada en 1964) fue la primera canción en usar el efecto inverso, un fundido de entrada. De hecho, The Supremes había usado este efecto en su sencillo "Come See About Me", publicado poco más de un mes antes de "Ocho días a la semana".

Más recientemente: «En el nivel de la metacanción, la prevalencia de secuencias pregrabadas (para tiendas, pubs, fiestas, intervalos de conciertos, auriculares de aviones) enfatiza la importancia del flujo. El efecto en la forma del programa de radio pop [es] estresante sobre la continuidad lograda mediante el uso de fundidos, enlaces de voz en off, mezcla de doble plataforma giratoria y conectando canciones».

## Fade
Se puede construir un fundido o fade de modo que el movimiento del control (lineal o rotatorio) desde sus puntos de inicio a fin afecte el nivel de la señal de manera diferente en diferentes puntos de su recorrido. Si no hay espacios superpuestos en la misma pista, se debe utilizar el desvanecimiento normal (pre-fade / post-fade). Un fundido suave es aquel que cambia de acuerdo con la escala logarítmica, ya que los faders son logarítmicos en gran parte de su rango de trabajo de 30-40 dB. Si el ingeniero requiere que una parte se desvanezca gradualmente en otra en la misma pista, un fundido cruzado sería lo más adecuado. Sin embargo, si las dos regiones están en pistas diferentes, se aplicarán los fundidos de entrada y salida. Se puede lograr un fade-out sin permitir que aumente la distancia del sonido, sin embargo, esto también es algo que puede hacer.☃  El aumento de distancia percibido se puede atribuir a un nivel decreciente de detalles tímbricos, no al resultado de un nivel dinámico decreciente. El interés de un oyente puede retirarse de un sonido que se desvanece en el extremo inferior ya que el oído acepta un redondeo más rápido. El fundido de entrada se puede usar como una técnica que aleja al oyente de la escena. Un ejemplo de un mini fade-out, de aproximadamente uno o dos segundos, es una nota de bajo sostenido que se deja de apagar.

### Formas del audio
La forma de un fundido normal y un fundido cruzado puede ser moldeada por un ingeniero de audio. La forma implica que puede cambiar la velocidad a la que se produce el cambio de nivel durante la duración del fundido. Los diferentes tipos de formas de fundido preestablecidas incluyen lineal, logarítmica, exponencial y curva en S.

#### Forma lineal
La más simple de las curvas de desvanecimiento es la curva lineal y normalmente es el desvanecimiento predeterminado. Toma una línea recta e introduce una curva. Esta curva representa un grado igual por el cual la ganancia aumenta o disminuye durante la duración del fundido. La curva de un fade-in lineal hace que suene como si el volumen aumentara bruscamente al principio y más gradualmente hacia el final. El mismo principio se aplica en un desvanecimiento en el que se puede percibir una caída gradual del volumen al principio, y el fundido se vuelve más abrupto hacia el final. Si en un audio se oye un ambiente natural o de reverberación que se deba reducir, la forma lineal sería ideal debido a la caída inicial en el volumen percibido. Cuando se aplica, acorta el ambiente. Además, si la música requiere un efecto acelerador, esta curva lineal también es ideal para ser aplicada. Este tipo de fundido, sin embargo, no suena muy natural. El principio de un fundido cruzado lineal es: al comienzo del fundido el volumen percibido cae más rápidamente, se puede ver en el punto medio (en el medio del fundido cruzado) que el volumen percibido cae por debajo del 50%. Esta es una caída muy notable en el volumen. Además, si el control puede moverse de la posición 0 a 100, y el porcentaje de la señal que se permite pasar es igual a la posición del control (es decir, se permite pasar el 25% de la señal cuando el control es el 25% de la distancia física del punto 0 al punto 100). En el punto medio del fundido, el efecto de un fundido cruzado lineal es que ambos sonidos están por debajo de la mitad de su volumen máximo percibido; y como resultado, la suma de los dos fundidos estará por debajo del nivel máximo de cualquiera. Esto no es aplicable cuando los dos sonidos están en niveles diferentes y el tiempo de fundido cruzado es lo suficientemente largo. A su vez, si el fundido cruzado es corto (por ejemplo, en una sola nota), la caída del volumen en el medio del fundido cruzado puede ser bastante perceptible.

#### Forma logarítmica
Otro tipo de curva se llama relación logarítmica (también conocida como "reducción de audio", o una relación logarítmica inversa. El registro / reducción de audio coincide más estrechamente con la audición humana, con un control más preciso en los niveles más bajos, aumentando dramáticamente más allá del 50% Aquí es importante recordar que el volumen percibido de un sonido tiene una relación logarítmica con su nivel en decibelios. Un desvanecimiento que funciona en una escala logarítmica contrarrestaría la curva de un desvanecimiento lineal. La curva de volumen percibida se parece al nivel en decibelios tirado hacia la parte media de la línea hacia la esquina inferior derecha. El desvanecimiento a su vez parece que se ha tirado hacia la esquina inferior izquierda. Un desvanecimiento logarítmico toma una línea que ya se ha curvado y lo endereza. El desvanecimiento logarítmico suena consistente y suave ya que el volumen percibido aumenta durante toda la duración del desvanecimiento. Esto hace que esta curva sea muy útil para desvanecer piezas de música estándar. se utiliza mejor en un desvanecimiento prolongado ya que el desvanecimiento tiene una naturaleza lineal percibida. También un desvanecimiento suena muy neutral cuando se incorpora a partes de música con un ambiente natural. En los fundidos cruzados, este tipo de curva suena muy natural. Cuando se aplica esta curva, el volumen percibido del punto medio del desvanecimiento es de aproximadamente el 50% del máximo; cuando se suman las dos secciones, el volumen de salida es bastante constante.

#### Forma exponencial
La forma de curva exponencial es, en cierto sentido, lo opuesto a la curva logarítmica. El fade-in funciona de la siguiente manera: aumenta de volumen lentamente y luego se dispara muy rápidamente al final del fade. El apagarse-fuera de gotas muy deprisa (del volumen máximo) y entonces declina despacio otra vez sobre la duración del apagarse.☃☃ Sencillamente declaró un lineal se apaga así podría ser visto como una versión exagerada de un exponencial apagarse en plazos del volumen aparente. Por ello la impresión que sería reunido de una curva exponencial es se apaga sonaría como si el sonido rápidamente aceleraba hacia el oyente. Natural ambience también puede ser reprimido por utilizar un exponencial apagarse-fuera. Una cruz-apagarse, en la forma exponencial, tendrá una inmersión perceptible en el medio, el cual es muy indeseable en música y vocals. Esto depende en gran parte en la longitud de la cruz-apagarse, una cruz larga-apagarse en los sonidos ambientales pueden sonar perfectamente satisfactorios (la inmersión puede añadir una poca respiración a la música). Exponencial crossfades (o una curva con una forma similar) tiene una gota más pequeña en medio del apagarse.

#### Curva 'S'
La curva en forma de S (en inglés, S-curve) tiene cualidades que se correlacionan con las curvas mencionadas anteriormente. El nivel del sonido es del 50% en el punto medio, pero antes y después del punto medio la forma no es lineal. Además, hay dos tipos de curvas en S. El fade-in de la curva 'S' tradicional tiene atributos de la curva exponencial que se pueden ver al principio; desde el punto medio hasta el final es de naturaleza más logarítmica. Un fade-in de curva en S tradicional: es logarítmico desde el principio hasta el punto medio, luego sus atributos se basan en la curva exponencial desde el punto medio hasta el final. Esto es así también para la situación opuesta (tanto para el fade-in y como para el fade-out). El cross-fading de las curvas en S funcionan de la siguiente manera: disminuye la cantidad de tiempo que ambos sonidos se reproducen simultáneamente. Esto asegura que las ediciones suenen como un corte directo cuando las dos ediciones se encuentran, esto agrega una suavidad adicional a las regiones editadas.
El segundo tipo de curva en S es más apto para fundidos cruzados más largos, ya que son suaves y tienen la capacidad de tener ambos fundidos cruzados en el nivel general; para que sean audibles durante el mayor tiempo posible. Hay un breve período al comienzo de cada uno de los fundidos cruzados en el que el sonido saliente cae rápidamente hacia el 50% (y el sonido entrante aumenta con la misma rapidez al 50%). Esta aceleración del sonido se ralentiza y ambos sonidos aparecerán como si estuvieran al mismo nivel durante la mayor parte del fundido cruzado (en el medio) antes de que ocurra el cambio. DAW le da a uno la capacidad de cambiar la forma de desvanecimientos y desvanecimientos cruzados logarítmicos, exponenciales y de curva en S. Cambiar la forma de un desvanecimiento logarítmico cambiará la rapidez con la que el sonido se elevará por encima del 50% y luego el tiempo que tarda el final del desvanecimiento en volver a caer por debajo del 50%. Con desvanecimientos exponenciales, el cambio de forma afectará a la forma en sentido inverso, a la forma del desvanecimiento logarítmico. En la forma tradicional de la curva en S, la forma determina qué tan rápido puede ocurrir el cambio y en la curva de tipo 2, el cambio puede determinar el tiempo que tardan ambos sonidos en llegar a un nivel casi igual.

### Tiempos de desvanecimiento
También es posible aplicar diferentes tiempos de fundido a la salida y en porciones; que un fundido cruzado estándar no le permitiría aplicar. El tiempo de aparición gradual adecuado para un fundido lineal puede ser de unos 500 ms; para el desvanecimiento de 500ms también sería afectivo. Al tener este desvanecimiento más largo, se asegura de que todo sea suave ya que le da tiempo al desvanecimiento para que se mezcle y sea menos abrupto. Para aclarar los sonidos oclusivos creados a través de las voces, se puede usar un fundido de entrada, pero ahora tiene que tener un tiempo muy corto de alrededor de 10 ms. El ingeniero siempre puede ajustar el tiempo de atenuación para localizar el mejor momento. Es importante que el fundido no cambie demasiado la inteligibilidad o el carácter del sonido. Cuando el fundido cruzado es superior a 10 ms, los fundidos lineales estándar no siempre son la mejor opción para la edición de música.

## Crossfading
Un crossfader en un mixer de DJ funciona esencialmente como dos faders conectados uno al lado del otro, pero en direcciones opuestas. Un crossfader generalmente se monta horizontalmente, de modo que el DJ pueda deslizar el fader desde el extremo izquierdo (esto proporciona el 100% de la fuente de sonido A) hacia el extremo derecho (esto proporciona el 100% de la fuente de sonido B), mueva el fader hacia el medio (esta es una mezcla 50/50 de fuentes A y B), o ajuste el fader a cualquier punto intermedio. Permite que un DJ atenúe una fuente mientras activa otra fuente al mismo tiempo. Esto es extremadamente útil cuando se armonizan dos fuentes de audio (o más, donde los canales se pueden asignar a uno de los dos lados del crossfader individualmente) como discos fonográficos, discos compactos o fuentes digitales. La técnica de fundido cruzado también se utiliza en la ingeniería de audio como técnica de mezcla, particularmente con solos instrumentales. Un ingeniero de mezcla a menudo grabará dos o más tomas de una parte vocal o instrumental y creará una versión final que es una combinación de los mejores pasajes de estas tomas mediante el fundido cruzado entre cada pista. En el caso idóneo, el cross-fade mantendría un nivel de salida constante, una cualidad importante para un DJ de club que está creando una mezcla perfecta de pistas de baile para bailarines o un DJ de radio que busca evitar el "aire muerto" (silencio) entre canciones., un error que puede provocar que los oyentes cambien de canal. Sin embargo, no existe un estándar sobre cómo se debe lograr esto.
Hay muchos softwares que cuentan con fundidos cruzados, por ejemplo, los programas grabadores de CDs (llamados burning-software en inglés). También muchos DAW (Pro Tools, Logic, etc.) tienen esta función. Lo habitual es que el cross-fade se encuentre en muestreadores y generalmente se basa en la velocidad. El propósito de un fundido cruzado es utilizar un cambio suave entre dos piezas de audio. El fundido cruzado de velocidad se puede incorporar a través de un dispositivo de transformación MIDI y donde se puede asignar más de una nota a un pad (nota) dado en el teclado MIDI; el desvanecimiento cruzado de velocidad puede estar disponible.
Estos tipos de fundidos cruzados (los que se basan en la velocidad de las notas) permiten asignar dos (incluso más) muestras a una nota o rango de notas. Esto requiere tanto una muestra fuerte como suave; la razón de esto es el cambio de timbre. Este tipo de fundido cruzado es bastante sutil dependiendo de la proporción del valor de velocidad de la nota recibida de la muestra fuerte y suave.
El fundido cruzado generalmente implica el sonido de una combinación de uno o dos sonidos al mismo tiempo. Mientras se realiza un fundido cruzado, no se desea que la segunda parte del fundido comience a reproducirse antes de que termine la primera; uno quiere que las partes superpuestas sean lo más cortas posible. Si las regiones de edición no se recortan a un punto de cruce por cero, se producirán estallidos no deseados en el medio. Un sonido a la velocidad más baja puede desvanecerse en un sonido de una velocidad más alta, en el orden de: primero el primer sonido y luego el segundo. Todo es posible sin desvanecer los sonidos que ya están presentes. Esto, a su vez, es una forma de estratificación que se puede utilizar en la mezcla. El mismo efecto (que se creó con la velocidad) se puede aplicar a un controlador. Esto permite un control monitorizado continuo; La función de fundido cruzado también se puede controlar en algunos instrumentos mediante la posición del teclado. Estos sonidos en el teclado MIDI se pueden programar.
Un cruce se puede utilizar entre dos piezas musicales no relacionadas o entre dos sonidos que son similares; en ambos casos, a uno le gustaría que el sonido fuera un sonido continuo sin golpes. Al aplicar un fundido cruzado entre dos piezas musicales muy diferentes (relacionadas con el tono y el tono), simplemente se podría utilizar un fundido cruzado entre las dos piezas y hacer algunos ajustes menores. Esto se debe a que los dos sonidos son diferentes entre sí. En el caso de un fundido cruzado entre dos sonidos que son similares, la cancelación de fase puede convertirse en un problema. Los dos sonidos que están fundidos deben compararse entre sí. Si ambos sonidos se mueven hacia arriba, tendrán un efecto acumulativo; cuando se suman, esto es lo que uno quiere. Lo que no es deseable es cuando ambos sonidos se mueven en una dirección diferente, ya que esto puede dar lugar a cancelaciones. Esto conduce a la ausencia de sonido en áreas donde las amplitudes se anulan entre sí; Por tanto, habrá silencio en medio del desvanecimiento. Sin embargo, esta ocurrencia es rara ya que los parámetros tienen que ser los mismos. Por lo general, un fundido cruzado dará como resultado una reducción gradual en la cantidad de muestra cuyo tono es más bajo, y se encontrará un aumento en el tono que es más alto. Cuanto más largo sea el fundido, es más probable que se produzca un problema. Tampoco se desea que el efecto del cross-fade sea muy prominente en el medio de las notas, ya que si hay diferentes notas entre el punto de edición, habrá un momento en el que ambos sonidos se podrán escuchar simultáneamente. Esta superposición no se espera de una voz de canto normal, no se hace referencia al canto de armónicos .
Los fundidos cruzados se pueden aplicar a una pieza musical en tiempo real o se pueden calcular previamente. A Grandmaster Flash se le ha atribuido la invención del primer cross-fade al obtener piezas de un depósito de chatarra en el Bronx. Inicialmente era un interruptor de encendido / apagado de un micrófono antiguo que transformó en un interruptor izquierdo / derecho que le permitió cambiar de un tocadiscos a otro, evitando así una interrupción en la música. Sin embargo, el primer ejemplo comercial documentado fue diseñado por Richard Wadman, uno de los fundadores de la empresa británica Citronic. Se llamaba modelo SMP101, fabricado alrededor de 1977, y tenía un crossfader que funcionaba como control de balance L / R o como crossfade entre dos entradas.

## Pre-fader y post-fader

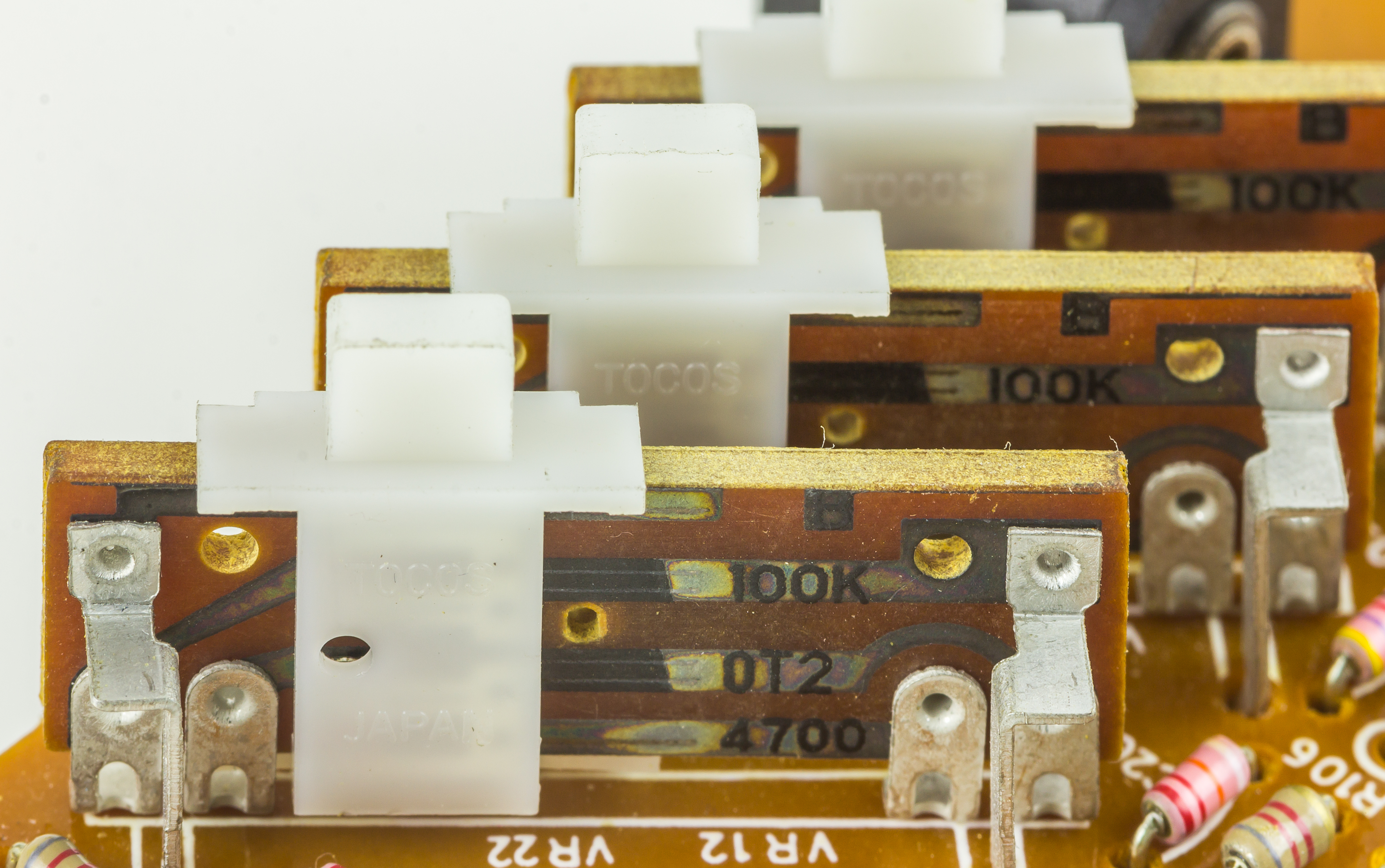
3 faders utilizados como ecualizador gráfico en un reproductor de casetes personal

Un fader es cualquier dispositivo que se utilice para realizar el fading ('desvanecimiento'), especialmente cuando se trata de una perilla o botón que se desliza a lo largo de una pista o ranura. Es principalmente una resistencia variable o potenciómetro también llamado pot. Puede moverse de un extremo a otro, y a medida que se produce este movimiento, la resistencia del circuito puede aumentar o disminuir. En un extremo la resistencia de la escala está en 0 y en el otro lado es infinita. El ingeniero de sonido americano A. Nisbett explica la ley del fader de la siguiente manera en su libro The Sound studio: «La 'ley' del fader es casi logarítmica en gran parte de su rango, lo que significa que una escala de decibelios puede hacerse lineal (o cercano a ello) en un rango de trabajo de tal vez 60 dB. Si la resistencia aumentara de acuerdo con la misma ley más allá de esto, sería el doble de tiempo antes de llegar a un punto donde la señal es insignificante. Pero el rango por debajo de -50 dB tiene poco uso práctico, por lo que aquí la tasa de desvanecimiento aumenta rápidamente hasta el corte final».
Una perilla que rota generalmente no se considera un fader, aunque sea eléctrica y funcionalmente equivalente. Algunos mezcladores pequeños usan perillas en lugar de faders, al igual que un pequeño número de mixers diseñados para DJs de clubes que están creando mezclas de canciones sin interrupciones. Un fader puede ser analógico, controlando directamente la resistencia o impedancia a la fuente (por ejemplo, un potenciómetro); o digital, controlando numéricamente un procesador de señal digital (DSP). Los faders analógicos se encuentran en mesas de mezclas. Un fader también se puede usar como control para un amplificador controlado por voltaje, que tiene el mismo efecto en el sonido que cualquier otro fader, pero la señal de audio no pasa a través del fader en sí.

### Digital
Los faders digitales también se conocen como «faders virtuales», ya que pueden verse en la pantalla de una estación de trabajo de audio digital. Los mezcladores digitales modernos de alta gama a menudo cuentan con «faders voladores», es decir, faders con actuadores piezoeléctricos conectados; Dichos faders pueden ser de usos múltiples y saltarán a la posición correcta para una función seleccionada o un ajuste guardado. Los faders voladores se pueden automatizar, de modo que cuando se presente un código de tiempo al equipo, el fader se moverá de acuerdo con una ruta realizada previamente. También llamado fader automático, ya que recuerda el movimiento de los faders de canal en el tiempo. Un sistema de automatización de funciones completas escaneará continuamente la consola, muchas veces por segundo, para incorporar nuevas configuraciones. Mientras este escaneo está en progreso, la representación almacenada del escaneo anterior se comparará con la de la posición actual del fader. Si la posición del fader ha cambiado, se identificará la nueva posición, lo que dará como resultado una gran cantidad de datos.
La computadora de la consola actualizará los controles de la consola durante la reproducción. Esto se hará desde la memoria a la misma velocidad. La ventaja de trabajar con la automatización de mezclas es que solo un ingeniero puede realizar el trabajo con un esfuerzo mínimo; se puede configurar o grabar de antemano para hacerlo aún más simple. Un ejemplo de esto es cuando Ken Hamman instaló faders lineales que le permitieron alterar varios canales con una mano mientras mezclaba, por lo que asumió un rol interactivo en el proceso de grabación. Este tipo de ajuste de nivel de fader también se denomina «montar» el fader (riding the fader).

### Tipos
Muchos fabricantes de equipos de DJ ofrecen diferentes mezcladores para diferentes propósitos, con diferentes estilos de faders, por ejemplo, scratching, beatmixing y cut blend. Los mezcladores de alto rango a menudo tienen interruptores de curva de crossfades que permiten al DJ seleccionar el tipo de fundido cruzado que desee. Los DJ experimentados también pueden realizar crossfades entre pistas utilizando los faders de canal.

## Pre-fader, post-fader
En un mixer con mezclas de envío (send mixes) auxiliares, las mezclas de envío se configuran pre-fader o post-fader. Si un mix de envío está configurada antes del fader, los cambios en el fader de la tira del canal principal no afectan la mezcla de envío. En el refuerzo de sonido en vivo, esto es útil para mezclas de monitores de escenario donde los cambios en los niveles del canal del auditorio distraerían a los músicos. En la grabación y la postproducción, la configuración de un envío para que sea pre-fader permite que la cantidad de audio enviado al bus auxiliar no se vea afectada por el fader de pista individual, sin perturbar la estabilidad de la transmisión que se envía a los músicos. Si una mezcla de envío se configura después del atenuador, entonces el nivel enviado a la mezcla de envío sigue a los cambios en el atenuador principal del canal.  Esto es útil para la reverberación y otros efectos del procesamiento de señales. Un ejemplo de esto es cuando un ingeniero desea agregar algo de retraso a la voz; por lo tanto, el fader se puede usar para ajustar la cantidad de retraso agregado.

## PFL y AFL
Las funciones PFL (pre-fader listen «escucha previa al fader») y AFL (after-fader listen «escucha posterior al fader») se encontrarán en una función de monitor principal. Esta escucha previa al desvanecimiento es valiosa ya que permite escuchar a través de auriculares para escuchar cómo suena la parte pre-desvanecida, mientras que el altavoz de estudio se está utilizando para monitorear el resto del programa.
La escucha pre-desvanecimiento también se puede usar para el talkback, así como para escuchar canales antes de que se hayan desvanecido. La escucha posterior al desvanecimiento solo obtiene su información más tarde. La elección de la escucha o el nivel dependerá del interés del usuario: ya sea con la calidad y / o el contenido de la señal o con el nivel de la señal. La PFL tiene lugar justo antes del fader y tiene un canal conjunto y una función de monitoreo. La PFL envía la ruta de señal del canal al bus previo al desvanecimiento. El bus se recoge en el módulo del monitor y se hace accesible como una señal alternativa que se envía a la salida del mezclador. La PFL automática se ha puesto a disposición casi universalmente, y ya no necesita seleccionarse de antemano.
La escucha previa al desvanecimiento también se puede incorporar en las estaciones de radio y sirve como una herramienta vital. Esta función permite al presentador de radio escuchar la fuente en el aire antes de que se desvanezca; permitiendo al presentador verificar el nivel entrante de la fuente y asegurarse de que sea preciso. También es valioso ya que las transmisiones de radio en vivo pueden desmoronarse sin él, ya que no podrán monitorear el sonido. La escucha posterior al fader no es tan útil en los programas en vivo.